# James Walker
James L. Walker (Mánchester, Inglaterra; 1845-Nuevo Laredo, Tamaulipas; 2 de abril de 1904), filósofo del egoísmo y escritor anarquista británico. Su nombre real era James Walker, pero adoptaría posteriormente, ya casi en la madurez, la firma «James L. Walker».

## Biografía
Walker nace en junio de 1845 en Mánchester, Inglaterra. Viaja por Reino Unido, Alemania y Francia, para posteriormente instalarse en Estados Unidos. Se casa en 1865 con Katharine Walter —de soltera Smith—, de Illinois, Estados Unidos. Entre 1886-1887, Walker, con el sobrenombre de «Tak Kak», publica numerosos artículos en el periódico Liberty, el órgano pionero del anarquismo filosófico, editado en Boston por Benjamin R. Tucker. Viaja asiduamente a México, donde se instalará en varias ocasiones, sobre todo hacia el final de su vida. Muere en México por un ataque de fiebre amarilla el 2 de abril de 1904.
En 1905 Katharine Walker, con el material recopilado por Georgia y Henry Replogle —editores entre 1890 y 1897 del periódico Egoism— publica en Denver un ensayo póstumo de su marido, The Philosophy of Egoism. Es publicado posteriormente un artículo de James L. Walker en la introducción de la edición inglesa realizada en 1907 de The Ego and His Own de Max Stirner, traducida por Steven T. Byington y editada por Benjamin R. Tucker.